# Населені пункти Онуфріївського району
Онуфріївський район включає в 28 населені пункти.

## Список населених пунктівОнуфріївського району
| №  | Назва           | Тип  | Рада                         | Рік заснування | Висота над рівнем моря | Населення (2001), чол. | Місце за населенням |
| -- | --------------- | ---- | ---------------------------- | -------------- | ---------------------- | ---------------------- | ------------------- |
| 1  | Байдакове       | село | Омельницька сільська рада    |                | 127                    | 116                    | 18                  |
| 2  | Браїлівка       | село | Павлиська селищна рада       |                | 120                    | 279                    | 14                  |
| 3  | Василівка       | село | Василівська сільська рада    |                | 115                    | 841                    | 9                   |
| 4  | Вишнівці        | село | Вишнівцівська сільська рада  |                | 183                    | 748                    | 11                  |
| 5  | Дача            | село | Успенська сільська рада      |                | 70                     | 16                     | 28                  |
| 6  | Деріївка        | село | Деріївська сільська рада     | кін. XVII ст.  | 83                     | 1141                   | 6                   |
| 7  | Зибкове         | село | Зибківська сільська рада     |                | 192                    | 996                    | 7                   |
| 8  | Калачівка       | село | Попівська сільська рада      |                | 92                     | 50                     | 22                  |
| 9  | Камбурліївка    | село | Камбурліївська сільська рада |                | 99                     | 1229                   | 5                   |
| 10 | Костянтинівка   | село | Попівська сільська рада      |                | 81                     | 123                    | 17                  |
| 11 | Федорівка       | село | Мар'ївська сільська рада     |                | 191                    | 30                     | 26                  |
| 12 | Куцеволівка     | село | Куцеволівська сільська рада  | сер. XVIII ст. | 78                     | 1743                   | 3                   |
| 13 | Лозуватка       | село | Вишнівцівська сільська рада  |                | 114                    | 39                     | 24                  |
| 14 | Любівка         | село | Попівська сільська рада      |                | 104                    | 46                     | 23                  |
| 15 | Мар'ївка        | село | Мар'ївська сільська рада     |                | 124                    | 402                    | 13                  |
| 16 | Млинок          | село | Млинківська сільська рада    |                | 67                     | 945                    | 8                   |
| 17 | Морозівка       | село | Млинківська сільська рада    |                | 77                     | 112                    | 19                  |
| 18 | Омельник        | село | Омельницька сільська рада    |                | 105                    | 756                    | 10                  |
| 19 | Онуфріївка      | смт  | Онуфріївська селищна рада    | поч. XVII ст.  |                        | 4042                   | 2                   |
| 20 | Павлиш          | смт  | Павлиська селищна рада       | поч. XVII ст.  |                        | 4882                   | 1                   |
| 21 | Павловолуйськ   | село | Попівська сільська рада      |                | 109                    | 34                     | 25                  |
| 22 | Петрівка        | село | Млинківська сільська рада    |                | 83                     | 95                     | 20                  |
| 23 | Попівка         | село | Попівська сільська рада      |                | 98                     | 746                    | 12                  |
| 24 | П'ятомиколаївка | село | Млинківська сільська рада    |                | 89                     | 134                    | 16                  |
| 25 | Успенка         | село | Успенська сільська рада      | до 1752        | 75                     | 1329                   | 4                   |
| 26 | Солдатське      | село | Попівська сільська рада      |                | 95                     | 20                     | 27                  |
| 27 | Шевченка        | село | Павлиська селищна рада       |                | 113                    | 142                    | 15                  |
| 28 | Ясинуватка      | село | Куцеволівська сільська рада  |                | 89                     | 53                     | 21                  |

Примітки: * - перша згадка
1. ↑  Населені пункти Кіровоградської області. Райони [Архівовано 18 січня 2011 у Wayback Machine.] на сайті Верховної Ради України